# Kočno pri Polskavi
Kočno pri Polskavi – wieś w Słowenii, w gminie Slovenska Bistrica. W 2018 roku liczyła 105 mieszkańców.